# Käthe von Nagy

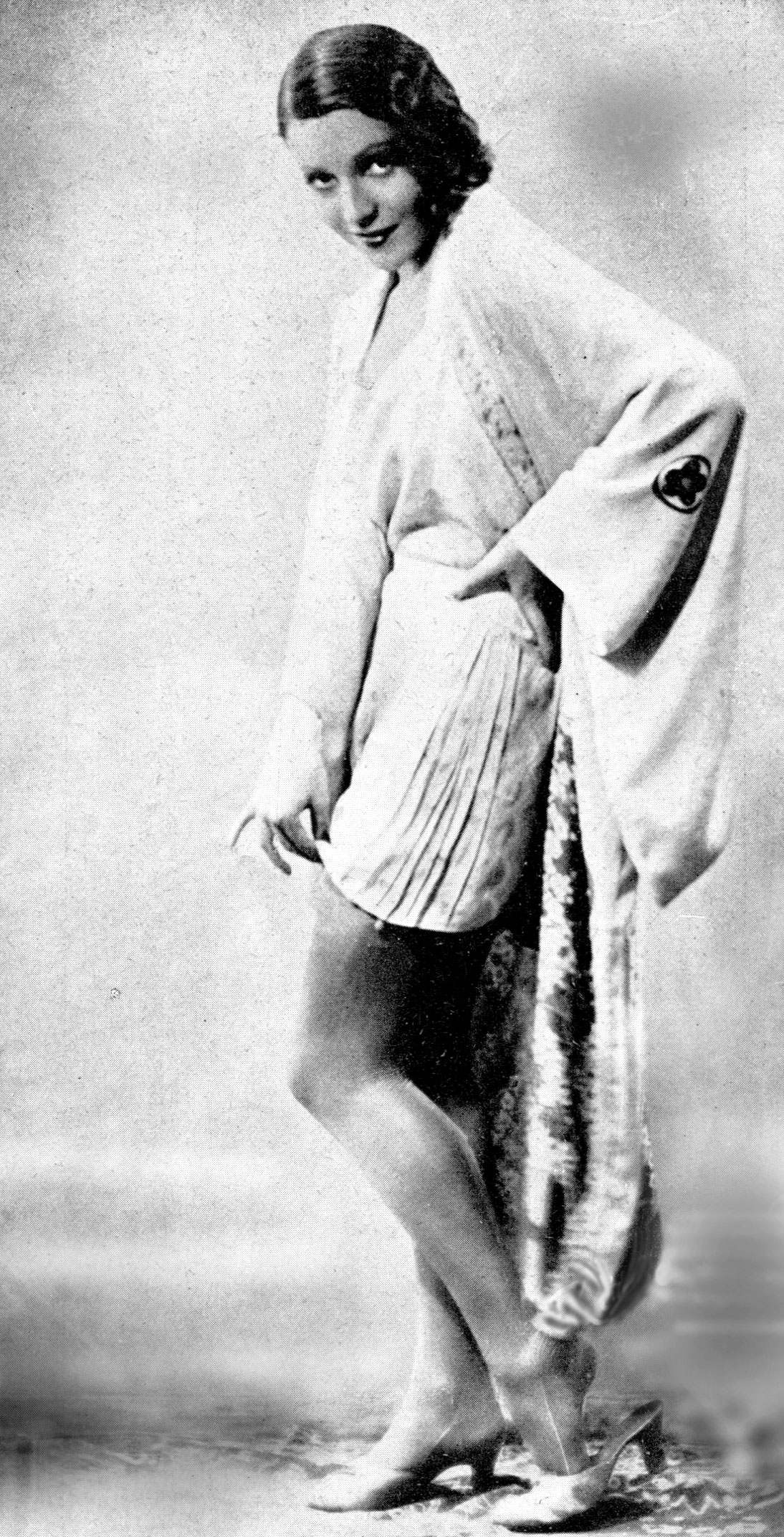
Käthe von Nagy, 1931.

Käthe von Nagy, ursprungligen Ekaterina Nagy von Cziser, född 4 april 1904 i Subotica, Österrike-Ungern (nu Serbien), död 20 december 1973 i Ojai, Kalifornien, USA, var en ungersk skådespelare. von Nagy var under 1930-talet en firad filmskådespelare i Tyskland där hon hade motspelare som Hans Albers, Willy Fritsch och Heinz Rühmann. Från 1937 var hon verksam i Frankrike. Hon gjorde sin sista filmroll 1952.

## Filmografi, urval
- 1930 – Gycklarbandet
- 1931 – Hennes majestät kärleken
- 1931 – Hennes Höghet befaller
- 1931 – Kvinnan bakom allt
- 1931 – Ronny
- 1932 – Bröllopsnatten
- 1932 – Dag ut och natt in
- 1932 – Hoppla, här kommer jag!
- 1934 – Falska grevinnan
- 1934 – Prinsessans kärleksaffärer
- 1938 – En förförare med otur
- 1938 – Väninnor emellan